# 益城町立木山中学校
益城町立木山中学校（ましきちょうりつ きやまちゅうがっこう）は、熊本県上益城郡益城町にある町立中学校。

## 沿革
- 1947年 - 学制改革により木山町外二か村中学校組合立木山中学校創立
- 1954年4月1日 - 益城町立木山中学校と改称